# همه جورش رو دیدیم
همه جورش رو دیدیم (انگلیسی: On aura tout vu) یک فیلم کمدی فرانسوی به کارگردانی ژرژ لوتنر است که در سال ۱۹۷۶ اکران شده‌است.